# دانیله وانتاجیاتو
دانیله وانتاجیاتو (انگلیسی: Daniele Vantaggiato؛ زادهٔ ۱۰ اکتبر ۱۹۸۴) بازیکن فوتبال اهل ایتالیا است.
از باشگاه‌هایی که در آن بازی کرده‌است می‌توان به باشگاه فوتبال تورینو، باشگاه فوتبال پارما، باشگاه فوتبال بولونیا، باشگاه فوتبال باری، باشگاه فوتبال پادوا، باشگاه فوتبال کروتونه، باشگاه فوتبال دلفینو پسکارا، و باشگاه فوتبال لیورنو اشاره کرد.